# Sankou (socken)
Sankou (kinesiska: 三口, 三口乡) är en socken i Kina. Den ligger i provinsen Hunan, i den södra delen av landet, omkring 80 kilometer öster om provinshuvudstaden Changsha.
Genomsnittlig årsnederbörd är 2 133 millimeter. Den regnigaste månaden är maj, med i genomsnitt 370 mm nederbörd, och den torraste är oktober, med 50 mm nederbörd.